# Torunj
Torunj (poljsko Toruń (; nemško Thorn (pomoč·info); kašubsko Torń) je staro srednjeveško mesto v severni Poljski ob reki Visli, domnevno blizu geografskega središča Evrope. Mesto je imelo leta 2004 208.386 prebivalcev in je eno od dveh glavnih mest Kujavsko-Pomorjanskega vojvodstva. 
Torunj je eno najlepših mest v Evropi z izredno bogato in lepo ohranjeno arhitekturo v gotskem slogu, zato je uvrščeno tudi na Unescov seznam kulturne dediščine. Mestna univerza se imenuje po slovitem astronomu Nikolaju Koperniku, ki se je rodil v tem mestu. Najznamenitejše stavbe so mestna hiša (Ratusz), Artusov dvor, hiša Nikolaja Kopernika, planetarij (Planetarium) in poševni stolp. Poleg hiš v gotskem slogu pa so izredno lepa tudi številna mestna vrata. Ohranjene so tudi ruševine iz obdobja tevtonskih vitezov, ustanoviteljev Torunja. Od aprila 2006 je Torunj bratsko mesto Novega mesta v Sloveniji.